# CD Mirandés
Club Deportivo Mirandés je španělský fotbalový klub z Miranda de Ebro, v provincii Burgos, autonomním společenství Kastilie a León. Klub byl založen dne 3. května 1927 a hraje v Segunda División, druhé nejvyšší španělské soutěži. Své domácí zápasy hraje na Estadio Municipal de Anduva. Klub nikdy nehrál v La Lize (nejvyšší soutěži).